# Christopher Simpson (compositore)
Christopher Simpson (fra il 1602  e il 1606 – 1669) è stato un musicista e compositore inglese, particolarmente legato alla viola da gamba.

## Biografia
Nacque fra il 1602 ed il 1606, probabilmente a Egton nello Yorkshire. Era il figlio maggiore di Christopher Simpson, descritto come calzolaio ma che era anche direttore di una compagnia teatrale sovvenzionata dalla chiesa cattolica dello Yorkshire. Si pensa che Simpson potrebbe aver preferito ritrarre se stesso come un semplice artigiano, piuttosto che un simpatizzante di alto profilo cattolico, in un momento in cui i cattolici erano perseguitati in Inghilterra. C'è una teoria (fatta da Urquart) che Christopher Simpson, il musicista, avrebbe potuto essere lo stesso Simpson (o Sampson) che venne educato come gesuita in Europa continentale e che fu ordinato sacerdote cattolico nel 1629. Tuttavia, la morte di Simpson nel 1669 è in contrasto con l'evidenza che il Simpson gesuita visse fino al 1674.
Simpson combatté nella guerra civile inglese, fra i realisti e nel 1642 era nelle truppe di duca di Newcastle.Dopo l'assedio di York, Simpson si rifugiò presso la casa di Sir Robert Bolles (1619–1663), a Scampton, Lincolnshire, dove Bolles lo nominò musicista residente e precettore di suo figlio John. 
Simpson rimase nella casa di Bolles (sia nel Lincolnshire cne nella loro casa di Londra) per il resto della sua vita. Il suo testamento venne fatto il 5 maggio 1669 e pubblicato a Londra il 29 luglio 1669. Sembra attendibile che egli sia morto nella casa di John Bolles a Holborn, Londra o probabilmente a Scampton Hall.

## Opere
Simpson contribuì in piccola parte all'opera di John Playford, A Brief Introduction to the Skill of Musick ma è conosciuto soprattutto per The Division Viol, or the Art of Playing upon a Ground (pubblicata nel 1659) che è un trattato di pratica su come suonare la viola da gamba, organizzato in tre sezioni: Of the Viol it self, with Instructions how to Play upon it, Use of the Concords, or a Compendium of Descant e The Method of ordering Division to a Ground. La seconda edizione (pubblicata nel 1665) ha un doppio testo in lingua inglese ed in lingua latina, per essere utilizzato sia in Inghilterra che sul continente europeo. Esso ebbe grande successo e continuò ad essere stampato in nuove edizioni per oltre sessant'anni dopo la morte di Simpson. Con la riscoperta della musica antica nel corso del XX secolo, ed il rinnovato interesse nei confronti della viola da gamba, il libro di Simpson è tornato ad essere letto per riscoprire la tecnica del tempo per suonare lo strumento.
Esistono dei ritratti di Simpson su The Division Viol. Nella prima edizione, egli è dipinto nella foggia di indossare un cappello, mentre nelle edizioni successive è rappresentato a capo scoperto. L'immagine illustra anche alcune delle tecniche caratteristiche per il suono della viola. Per esempio, è chiaro che l'archetto si tiene sottomano(con il palmo verso l'alto), a differenza della tecnica usata per il moderno violoncello o violino . Può anche rilevarsi chiaramente che il secondo e il terzo dito della mano destra rimangono sui crini dell'archetto, consentendo così la variazione della tensione dell'arco durante l'esecuzione.
Simpson scrisse una breve guida alle composizioni musicali nel 1665: The Principles of Practical Musick (dedicata a Sir John St Barbe, altro suo allievo) e la ampliò nel 1667 pubblicando A Compendium of Practical Musick.
Pochissime delle composizioni di Simpson vennero pubblicate nel corso della sua vita. Alcune composizioni sono presenti sotto forma di manoscritto. Per esempio, compose due raccolte di fantasie The Monthes e The Seasons, per una viola alta e due basse con continuo. 
Tutte le sue opere sopravvissute sono per complesso di viole da gamba o per viola sola, uno strumento sul quale egli scrisse "una viola nelle mani di un eccellente violista può (senza dubbio) essere stimata fra i migliori strumenti musicali. Per suonare estemporaneamente è la più alta perfezione di esso".